# とんでもダンディー・民夫くんと文夫くん
とんでもダンディー・民夫くんと文夫くん（とんでもダンディーたみおくんとふみおくん）は、1984年4月から1986年3月までニッポン放送において放送されていたラジオ番組。

## パーソナリティ
- 景山民夫
- 高田文夫
- 石川みゆき（ニッポン放送アナウンサー(当時)。番組内では「ニッポン放送の良心」と挨拶していた[1]。）

## 概要
『THE MANZAI』にお笑いコンビ『民夫くんと文夫くん』として二人で出演したこともある、景山民夫と高田文夫の放送作家同士の二人によるトークを中心とした番組。世間の話題・ニュースからテレビ界、周辺で拾った話からバカ話まで、あらゆることを話題にして景山流・高田流の勢いあるトークを展開した。
本番組を始めるに辺り、手本としたのは立川談志と月の家圓鏡（後の八代目橘家圓蔵）が掛け合いを演じたニッポン放送の番組『談志・円鏡 歌謡合戦』だった。
開始当初は月曜日から金曜日まで夜の時間帯での10分番組で平日21:50からの放送だった。ニッポン放送の番組表では、当番組のタイトルは『ヤンパラ10分前 民夫くんと文夫くん』と掲載された。
1985年10月からは毎週日曜日 11:30に放送枠を移動。週1回の30分番組となった。『とんでもダンディー』が番組タイトルに付いたのはこの時からで、提供スポンサーは森永製菓だった。30分番組となってからは東海ラジオ、MBSラジオ（毎日放送）へネットされ、東京・名古屋・大阪（東名阪）ネットとなった。

## 放送時間
- 月曜日〜金曜日 21:50〜22:00（1984年4月〜1984年9月、1985年4月〜1985年9月）
- 月曜日〜金曜日 21:30〜21:40頃（1984年10月〜1985年3月）-『ラジオショック!うわさのトップ40』内に内包
- 日曜日 11:30〜12:00（1985年10月〜1986年3月）

## ネット局
※いずれも1985年10月から。
- 東海ラジオ - 日曜日 10:30〜11:00
- MBSラジオ（毎日放送） - 日曜日 8:30〜9:00

## スタッフ
- 構成作家：源高志[3]。
- ディレクター：佐々智樹[3]

## 出版物
- 民夫くんと文夫くんのオレたち天才! めちゃぶつけ（ニッポン放送出版・扶桑社、1984年10月刊行）
- 民夫くんと文夫くん あのころ君はバカだった（角川文庫、1991年5月）解説：立川談志
（『オレたち天才! めちゃぶつけ』を再編集して文庫化したもの）